# جوایز فی‌فی
جوایز فی‌فی (انگلیسی: FiFi Awards) یک نشست سالانه است که توسط بنیاد عطر برگزار می‌شود و به افتخارات خلاقانه صنعت عطر احترام می‌گذارد. این جوایز به «اسکار صنعت عطر» معروف است، مراسم اهدای جوایز توسط رئیس پیشین بنیاد عطر، آنت گرین برگزار شد.